# Public Universal Friend
The Public Universal Friend, tłum. Publiczny Uniwersalny Przyjaciel (ur. jako Jemima Wilkinson 29 listopada 1752 w Cumberland, zm. 1 lipca 1819 w Jerusalem) – Osoba kaznodziejska ze Stanów Zjednoczonych. Po przejściu ciężkiej choroby w 1776 twierdziło, że zmarło i zostało reinkarnowane jako Public Universal Friend, po czym przestało używać wskazujących na płeć ubrań i zaimków. Wygłaszało kazania w północnowschodnich Stanach Zjednoczonych, przyciągając wielu naśladowców, którzy zostali nazwani Society of Universal Friends (Stowarzyszenie Uniwersalnych Przyjaciół).
The Public Universal Friend było często opisywane jako kobieta, manipulacyjna oszustka, albo pionierka praw kobiet; inni postrzegają The Friend jako transpłciową lub niebinarną postać historyczną.

## Choroba iodrodzenie
W październiku 1776 Jemima Wilkinson zapadła  na chorobę zakaźną, najprawdopodobniej tyfus. Miała wysoką gorączkę i była bliska śmierci. Rodzina sprowadziła lekarza z odległego o 6 mil (ok. 10 km) Attleboro, a sąsiedzi nocami czuwali nad ciałem Jemimy. Kilka dni później gorączka opadła. Później The Friend ogłosiło, że Jemima Wilkinson umarła – objawiły się jej dwa archanioły, które ogłosiły, że jest Miejsce, Miejscem Miejsce, w wielu Posiadłościach wiecznej chwały dla Ciebie i dla wszystkich (ang. Room, Room, Room, in the many Mansions of eternal glory for Thee and for everyone). The Friend dodało potem, że dusza Wilkinson wstąpiła do Nieba, a jej ciało zostało ożywione nową duszą z nowym imieniem – Public Universal Friend, w odniesieniu do Księgi Izajasza (Iz 62, 2) ogłaszając to nowym imieniem, które usta Pana oznaczą (ang. a new name, which the mouth of the Lord hath named).
W XVIII i XIX wieku niektórzy pisarze twierdzili, że Wilkinson faktycznie doświadczyła śmierci podczas choroby albo nawet była martwa przez dłuższy czas, po czym dramatycznie wstała z trumny. Inni mówią, że cała choroba była udawana. Zeznanie lekarzy i innych świadków przekonują, że choroba była prawdziwa, ale nikt z nich nie uważa, żeby Wilkinson umarła.

## Imię i płeć
Imię Public Universal Friend odnosiło się do Religijnego Towarzystwa Przyjaciół (ang. Religious Society of Friends), do którego należeli rodzice Wilkinson. Członkowie Religijnego Towarzystwa Przyjaciół, powszechnie zwani kwakrami, mianem Publicznych Przyjaciół (ang. Public Friends) określali tych przedstawicieli swojej społeczności, którzy podróżowali i głosili kazania. The Friend dodało do swego nowego imienia przymiotnik Universal (uniwersalny), sugerując szerszy zakres swojej misji.
Od czasu choroby osoba wcześniej znana jako Jemima Wilkinson przestała reagować na to imię, ignorując je lub upominając je używających. Biograf Public Universal Friend, David Hudson, pisze, że kiedy odwiedzający pytali, czy Jemima Wilkinson to imię osoby, do której mówią, The Friend cytowało Ewangelię Łukasza (Lk 23:3): To ty mówisz (ang. thou sayest it). Nie identyfikując się ani z płcią męską ani żeńską, the Friend nie życzyło sobie bycia określanym zaimkami sugerującymi płeć. Naśladowcy The Friend szanowali to życzenie i zwracali się do Public Universal Friend, czasem używając skróconych form jak The Friend albo P.U.F., a wielu z nich unikało zaimków sugerujących płeć nawet w osobistych dziennikach, choć niektórzy używali męskiego zaimka on. The Friend, opowiadając na pytanie, czy jest mężczyzną, czy kobietą, odpowiadało: Jestem, który jestem (ang. I am who I am). To samo odpowiedziało mężczyźnie, który skrytykował jej sposób ubierania się.

## Doktryna

Znak Uniwersalnego Przyjaciela (ang. The "Seal of the Universal Friend")

Poglądy The Public Universal Friend pokrywały się z poglądami większości kwakrów. Odrzucały one idee predestynacji i powołania, utrzymując, że każdy, niezależnie od płci, może uzyskać dostęp do boskiego światła i że Bóg przemawia bezpośrednio do tych, którzy mają wolną wolę – wybór co do swoich postępowań i wierzeń. Obejmowały one także możliwość powszechnego zbawienia. Nawołując do zniesienia niewolnictwa, The Friend nakłaniało swoich wyznawców, którzy posiadali niewolników, do uwalniania ich. W Society of Universal Friends było kilkoro czarnoskórych wyznawców, którzy pełnili rolę świadków w procesie znoszenia niewolnictwa.
The Friend nakazywało pokorę i gościnność względem wszystkich, utrzymywało spotkania religijne otwarte dla ogólnego społeczeństwa, zapewniało dach nad głową i jedzenie odwiedzającym – także tym, którzy przychodzili jedynie z ciekawości – i ludności rdzennej, z którymi kaznodziejka miała serdeczne relacje.

## Society of Universal Friends
Najbardziej oddanymi członkami Society of Universal Friends były niezamężne kobiety, które sprawowały naczelne role w swoich gospodarstwach i społecznościach.
W latach 90. XVIII wieku członkowie Stowarzyszenia zyskali ziemię w zachodnim Nowym Jorku, gdzie w pobliżu Penn Yan utworzyli miejscowość Jerusalem.
Society of Universal Friends przestało istnieć w latach 60. XIX wieku.